# Situs inversus
Situs inversus (còn gọi là situs transversus hay oppositus) là một bất thường bẩm sinh biểu hiện ở việc cơ quan nội tạng bị đảo ngược vị trí. Trạng trí vị trí thông thường của cơ quan là situs solitus, còn situs inversus là ảnh phản chiếu của situs solitus. Dù hay mắc vấn đề tim hơn người bình thường, hầu hết người bị situs inversus không có triệu chứng y khoa hay biến chứng nào do sự tương tác giữa cơ quan vẫn như thường.
Situs inversus xuất hiện ở chừng 0,01% dân số, tức 1 người trên 10.000 người. Thường gặp nhất là situs inversus totalis: tất cả cơ quan trong ổ bụng bị đảo ngược trái phải. Tim không nằm bên ngực trái như người thường mà nằm bên phải, tạo nên di tật tim lệch phải (dextrocardia).
Với bệnh nhân mắc trường hợp hiếm hơn như situs ambiguus, cấu trúc cơ thể rối loạn. Bất thường này dễ gây vấn đề y khoa hơn situs inversus totalis.